# Quandel

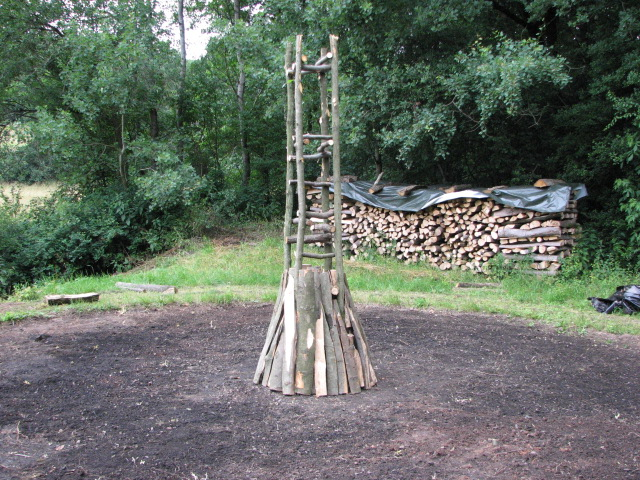
Quandel mit ersten angestapelten Holzscheiten

Als Quandel (Genus unklar: der, die oder das Quandel; auch Feuerschacht genannt) wird in der Köhlerei der zentrale Raum in der Mitte bzw. im Kern eines Kohlenmeilers bezeichnet.

## Etymologie
Die Herkunft des Begriffes Quandel ist nicht abschließend geklärt. Die Oeconomische Encyclopädie von Johann Georg Krünitz bezeichnet den Ursprung als „ungewiss“. Die Gesellschaft für deutsche Sprache hält die Auffassung des Deutschen Wörterbuchs der Brüder Grimm für möglich, nach der das Wort Quandel von Quendel, einer alten Bezeichnung der Thymiane, stammen könnte, da diese Pflanzen als Zündmaterial für die Kohlenmeiler benutzt wurden. Johann Christoph Adelung führt in seinem Wörterbuch der Hochdeutschen Mundart zwei verschiedene Deutungen des Begriffes Quandel auf: er bezieht den Ursprung des Wortes entweder auf wenden (Gewandel), da die zu verkohlenden Holzscheite kreisförmig um den Quandel aufgestellt werden; als alternative Herkunft wird das oberdeutsche Wort Quannek aufgeführt, was so viel wie Röhre bzw. Kanal bedeutet. Andere Quellen aus dem 19. Jahrhundert besagen, dass der Quandelpfahl ursprünglich Gewendepfahl hieß und sich die Bezeichnung im Laufe der Zeit von Gewende über Quendel zu Quandel änderte.
In der chemischen Technologie im englischen Sprachraum wurde die Mitte eines Kohlenmeilers ebenfalls als the quandel bezeichnet.
Laut der Gesellschaft für deutsche Sprache ist das Wort Quandel aus der deutschen Alltagssprache komplett verschwunden und wird lediglich noch in den Fachtermini der Köhlerei bzw. des Bergbaus benutzt.

## Aufbau und Funktion

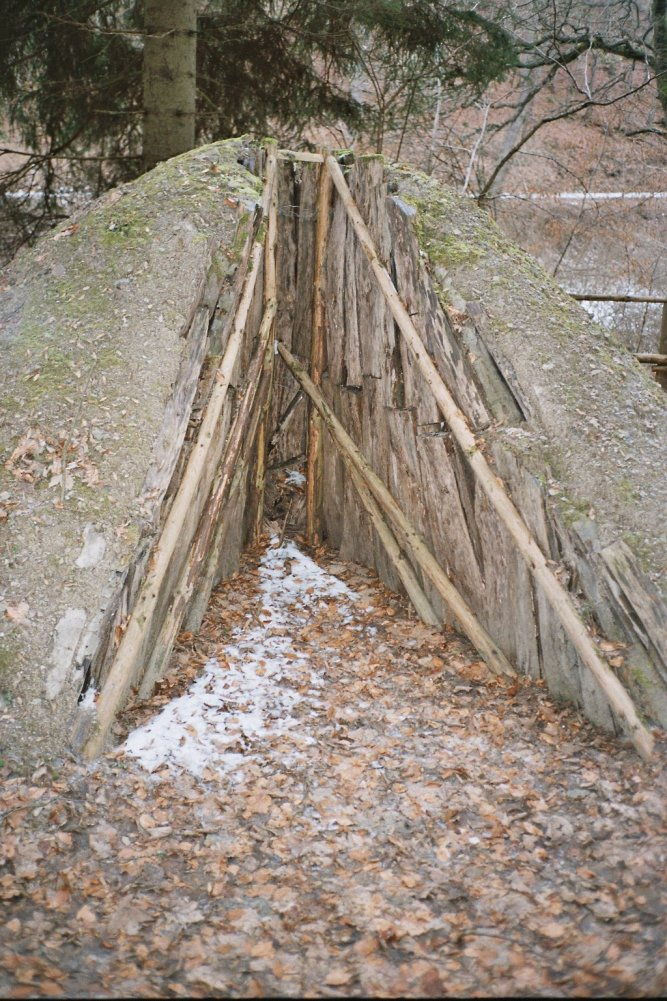
Schnitt durch einen aufgeschichteten Kohlenmeiler, in der Mitte der Quandel

Zu Beginn der Errichtung eines Kohlenmeilers werden in der Mitte des gewählten Platzes mehrere Holzpfähle, die sogenannten Quandelpfähle (auch als Quandelstangen oder Quandelruten bezeichnet), in die Erde getrieben, so dass zwischen ihnen ein senkrechter Kanal, der Quandel(schacht), entsteht. Die Quandelpfähle müssen dabei höher sein als der zu errichtende Kohlenmeiler. Der Quandelschacht wird mit Holz, Kohle oder anderen leicht brennbaren Materialien bestückt und dient dem späteren Anzünden des Meilers. Um den Quandel werden die zu verkohlenden Holzscheite platziert. Das Aufschichten des ersten Holzes an den Quandel wird in der Köhlerei als Quandelfahren bezeichnet.
Je nach Aufbau des Kohlenmeilers wird der Quandel entweder von oben oder von unten entzündet. Um das Anzünden von unten zu gewährleisten, muss während des Aufschichtens des Meilers ein Zugang von außen zum Quandel freigehalten werden, die sogenannte Zündgasse. Dieser Zugang vom äußeren Zündloch bis zum Quandel wird mit einem Holzknüppel, dem Quandelstecken, ermöglicht, welcher nach der Errichtung des Meilers entfernt wird und so die Zündgasse freigibt. Danach wird ein brennender Lappen an einer langen Stange in das Zentrum des Meilers geschoben und das Brennmaterial im Quandelschacht entzündet; eine andere Möglichkeit ist das Auffüllen des Quandelschachtes mit Glut oder brennendem Holz. Bei beiden Varianten muss der Quandel über eine längere Zeit mit Brennstoff befüllt werden, bis der Meiler sicher in Brand geraten ist, der Quandelschacht kann dann ebenfalls abgedeckt werden.
Gelegentlich wurde auch nur in der Mitte des Quandelplatzes der sogenannte Wisch, ein Pfahl, der mit dürrem Reisig umwickelt wurde, aufgestellt. Bei diesem Aufbau wurde kein Zündloch benötigt, der Wisch wurde direkt entzündet.
Diejenige Holzkohle, die direkt am Quandel entsteht, wird Quandelkohle genannt; sie ist aufgrund der längeren Brenndauer im Vergleich zur weiter außen gelagerten Kohle deutlich bröckeliger als der Rest und gilt daher als minderwertig.
Als Alternative zur hölzernen Konstruktion des Quandels wurde dieser vereinzelt auch aus Eisen angefertigt. Die metallenen Quandelpfähle wurden dabei auf einer gusseisernen Grundplatte befestigt; als Vorteil dieser Bauart wurde die höhere Stabilität des Meilers gegenüber der Verwendung eines Quandels aus Holz angeführt.

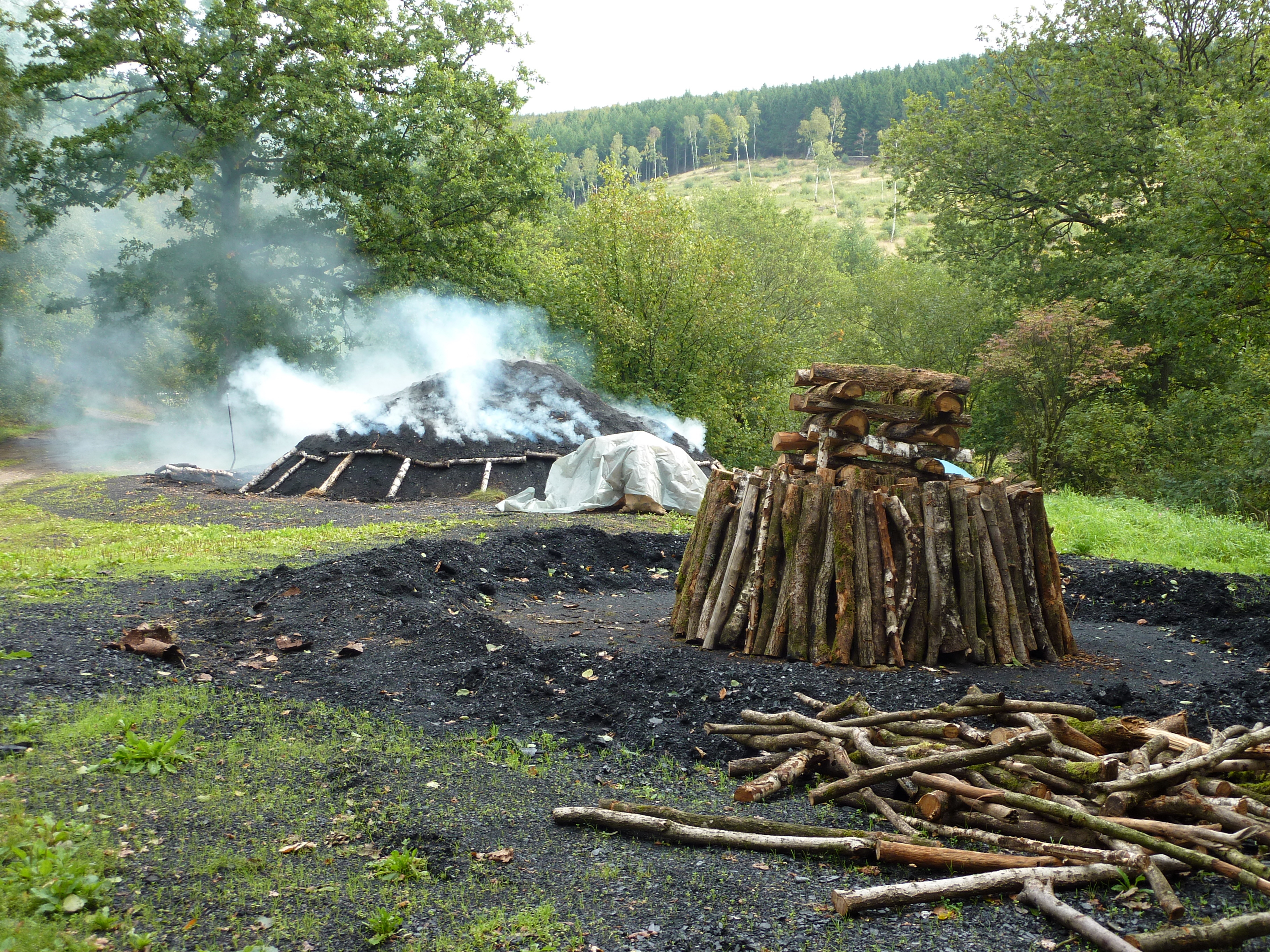
Vorne ein Kohlenmeiler im Bau, mit Holzscheiten als Quandel. Im Bildhintergrund ein Hauberg zur Gewinnung des benötigten Holzes

Bei einer weiteren Aufbauvariation werden Holzscheite in einem Viereck kreuzweise übereinander aufgeschichtet, welche dann in der Mitte den Quandel bilden. Ebenfalls möglich ist es, den Quandel aus aufgestellten Rundlingen zu formen.